# Christoph Kannengießer
Christoph Kannengießer (* 14. März 1963 in Dortmund) ist ein deutscher Jurist sowie Verbands- und Stiftungsmanager.

## Leben
Christoph Kannengießer legte 1982 ein bilinguales deutsch-französisches Abitur in Bonn ab. Anschließend absolvierte er von 1982 bis 1984 seinen Wehrdienst als Zeitsoldat, in dessen Rahmen er zum Reserveoffizier ausgebildet wurde.
Von 1984 bis 1990 studierte er Rechtswissenschaften an den Universitäten Bonn und München. Nach dem Ersten Juristischen Staatsexamen arbeitete er wissenschaftlich am Lehrstuhl für Öffentliches Recht bei Josef Isensee an der Universität Bonn. Seit dieser Zeit ist er Mitautor eines von Franz Klein und Bruno Schmidt-Bleibtreu herausgegebenen Kommentars zum Grundgesetz. Zudem engagierte er sich auf kommunaler Ebene in der Bonner CDU. Sein juristisches Referendariat absolvierte er im Bezirk des Oberlandesgerichts Köln, unter anderem mit Stationen bei der EU-Kommission und im Justitiariat der CDU/CSU-Bundestagsfraktion. 1994 legte er das Zweite Juristische Staatsexamen ab und wurde Anfang 1995 als Rechtsanwalt zugelassen.

## Berufliche Tätigkeit
1995 trat Kannengießer in die Deutsche Industrie- und Handelskammer (DIHK) ein und wurde noch im selben Jahr Leiter des Büros des DIHK-Präsidenten Hans Peter Stihl. Diese Position hielt er bis zu seinem Wechsel zur Bundesvereinigung der Deutschen Arbeitgeberverbände (BDA).
Ab Mitte 1999 war er bei der BDA zunächst als Abteilungsleiter, später als Geschäftsführer für den Bereich „Arbeitsmarkt“ verantwortlich. Während dieser Zeit begleitete er als Interessenvertreter der Arbeitgeber die als sogenanntes „Hartz-Konzept“ bekannt gewordenen und von Bundeskanzler Gerhard Schröder durchgesetzten weitreichenden Reformen des deutschen Arbeitsmarktes, die unter anderem die Liberalisierung der Zeitarbeit, die Zusammenlegung von Arbeitslosen- und Sozialhilfe und eine Reform der Arbeitsverwaltung vorsahen.
Parallel dazu war Kannengießer gemeinsam mit Ursula Engelen-Kefer, der damaligen stellvertretenden DGB-Vorsitzenden, alternierender Vorstandsvorsitzender der Bundesanstalt für Arbeit. Nach deren Reform wurde die Behörde 2002 in Bundesagentur für Arbeit (BA) umbenannt. Als erster Vorsitzender des Verwaltungsrats leitete Kannengießer das zentrale Selbstverwaltungsorgan der neu strukturierten BA.
Von 2000 bis 2001 war er Mitglied der vom damaligen Bundesinnenminister Otto Schily eingesetzten „Unabhängigen Kommission Zuwanderung“. Diese formulierte Empfehlungen zur Steuerung der Zuwanderung und Integration, um unter anderem Arbeitskräfteengpässe durch den demografischen Wandel zu vermeiden. Darüber hinaus war Kannengießer 2003/2004 Mitglied des Sachverständigenrats für Zuwanderung und Integration der Bundesregierung. Vorsitzende beider Gremien war die ehemalige Bundestagspräsidentin Rita Süssmuth.
2003/2004 war Kannengießer kurzzeitig Hauptgeschäftsführer des VdTÜV, bevor er 2004 zum stellvertretenden Generalsekretär der Konrad-Adenauer-Stiftung berufen wurde, wo er Johannes von Thadden nachfolgte.
2007 wechselte er als Hauptgeschäftsführer zum Markenverband, wo er vorrangig mit der zunehmende Marktkonzentration im deutschen Einzelhandel befasst war. Nach dieser Tätigkeit war er zeitweise freiberuflich als Anwalt tätig, bevor er 2012 Hauptgeschäftsführer des Afrika-Vereins der deutschen Wirtschaft wurde. (9)
Kannengießer engagiert sich seit 2004 im Kuratorium der Stiftung für UN-Flüchtlingshilfe und ist Mitglied des Verwaltungsrats der Villa La Collina s.r.l., einer Tochtergesellschaft und Bildungsstätte der Konrad-Adenauer-Stiftung. Seit 2012 ist er zudem Mitglied des Kuratoriums des German Institute for Global and Area Studies (GIGA) sowie Sachverständiger im Interministeriellen Ausschuss für Investitionsgarantien (IMA).

## Persönliches
Christoph Kannengießer ist Sohn des Wirtschaftsjournalisten Walter Kannengießer und Enkel des Politikers und Verlegers Josef Kannengießer. Seit 1992 ist er verheiratet und hat zwei Kinder.
2009 wurde Christoph Kannengießer vom damaligen Bundespräsidenten Horst Köhler das Bundesverdienstkreuz am Bande verliehen.

## Schriften
- Schmidt-Bleibtreu/Hoffmann/Henneke: GG Kommentar zum Grundgesetz, 15. Auflage (Mitautor), ISBN 978-3-452-29703-7.
- Walter Kannengießer/Christoph Kannengießer: Vom Sozialbeitrag zur Sozialsteuer? Zur Neuregelung der Beitragsbemessungsgrenze in der gesetzlichen Krankenversicherung, in: Steuerrecht, Verfassungsrecht, Finanzpolitik – Festschrift für Franz Klein, ISBN 3-504-06014-X.
- Josef Isensee/Christoph Kannengießer: Weiterbildung und Einkommensteuerrecht, ISBN 3-87066-713-3.
- Migration und Integration - Erfahrungen nutzen, Neues wagen (Jahresgutachten des Sachverständigenrates für Zuwanderung und Integration) (Mitautor) (Online)
- Zuwanderung gestalten, Integration fördern (Bericht der Unabhängigen Kommission "Zuwanderung") (Mitautor) (Online)